# Умови людського існування
«Умови людського існування» (фр. La Condition humaine, «Доля людини») — роман французького письменника Андре Мальро. Умови людського існування — звіт про вирішальний епізод в перші дні китайської революції, передбачає сучасний світ і привносить в життя глибокий сенс революційного імпульсу для людей в нього залучених.

## Нагороди
Книга отримала Гонкурівську премію 1933 року.